# ATP World Tour Finals 2016 - Singolare
Novak Đoković era il detentore del titolo da quattro anni ma è stato sconfitto in finale da Andy Murray col punteggio di 6–3, 6–4.

## Teste di serie
1. Andy Murray (campione)
2. Novak Đoković (finale)
3. Stan Wawrinka (round robin)
4. Milos Raonic (semifinale)

1. Kei Nishikori (semifinale)
2. Gaël Monfils (round robin, ritirato)
3. Marin Čilić (round robin)
4. Dominic Thiem (round robin)

### Riserve
1. David Goffin (round robin, rimpiazza Monfils)

1. Roberto Bautista Agut (non utilizzato)

## Tabellone

### Legenda
| - Q = Qualificato - WC = Wild card - LL = Lucky loser | - ALT = Alternate - SE = Special Exempt - PR = Protected Ranking | - w/o = Walkover - r = Ritirato - d = Squalificato |

### Fase Finale
|  | Semifinali | Semifinali    | Semifinali    | Semifinali | Semifinali |  |  | Finale | Finale        | Finale        | Finale | Finale |  |
|  |            |               |               |            |            |  |  |        |               |               |        |        |  |
|  | 1          | Andy Murray   | 5             | 7          | 7          |  |  |        |               |               |        |        |  |
|  | 4          | Milos Raonic  | 7             | 65         | 69         |  |  | 1      | Andy Murray   | Andy Murray   | 6      | 6      |  |
|  | 2          | Novak Đoković | Novak Đoković | 6          | 6          |  |  | 2      | Novak Đoković | Novak Đoković | 3      | 4      |  |
|  | 5          | Kei Nishikori | Kei Nishikori | 1          | 1          |  |  |        |               |               |        |        |  |

### Gruppo John McEnroe
|   |               | Murray           | Wawrinka       | Nishikori        | Čilić          | RR V–P | Set V–P      | Game V–P       | Classifica |
| 1 | Andy Murray   |                  | 6–4, 6–2       | 6(9)–7, 6–4, 6–4 | 6–3, 6–2       | 3–0    | 6–1 (85.71%) | 42–26 (61.76%) | 1°         |
| 3 | Stan Wawrinka | 4–6, 2–6         |                | 2–6, 3–6         | 7–6(3), 7–6(3) | 1–2    | 2–4 (33.33%) | 25–36 (40.98%) | 3°         |
| 5 | Kei Nishikori | 7–6(9), 4–6, 4–6 | 6–2, 6–3       |                  | 6–3, 2–6, 3–6  | 1–2    | 2–4 (33.33%) | 25–36 (40.98%) | 2°         |
| 7 | Marin Čilić   | 3–6, 2–6         | 6(3)–7, 6(3)–7 | 3–6, 6–2, 6–3    |                | 1–2    | 2–5 (28.57%) | 32–37 (46.38%) | 4°         |

La classifica viene stilata in base ai seguenti criteri: 1) Numero di vittorie; 2) Numero di partite giocate; 3) Scontri diretti (in caso di due giocatori pari merito); 4) Percentuale di set vinti o di games vinti (in caso di tre giocatori pari merito); 5) Decisione della commissione.

### Gruppo Ivan Lendl
|     |                           | Đoković              | Raonic                | Monfils Goffin             | Thiem                      | RR V–P  | Set V–P            | Game V–P                 | Classifica |
| 2   | Novak Đoković             |                      | 7–6(6), 7–6(5)        | 6–1, 6–2 (w/ Goffin)       | 6(10)–7, 6–0, 6–2          | 3–0     | 6–1 (85.7%)        | 44–24 (64.7%)            | 1°         |
| 4   | Milos Raonic              | 6(6)–7, 6(5)–7       |                       | 6–3, 6–4 (w/ Monfils)      | 7–6(5), 6–3                | 2–1     | 4–2 (66.7%)        | 37–30 (55.2%)            | 2°         |
| 6 9 | Gaël Monfils David Goffin | 1–6, 2–6 (w/ Goffin) | 3–6, 4–6 (w/ Monfils) |                            | 3–6, 6–1, 4–6 (w/ Monfils) | 0–2 0–1 | 1–4 (20%) 0–2 (0%) | 20–25 (44.4%) 3–12 (20%) | X 4°       |
| 8   | Dominic Thiem             | 7–6(10), 0–6, 2–6    | 6(5)–7, 3–6           | 6–3, 1–6, 6–4 (w/ Monfils) |                            | 1–2     | 3–5 (37.5%)        | 31–44 (41.3%)            | 3°         |

La classifica viene stilata in base ai seguenti criteri: 1) Numero di vittorie; 2) Numero di partite giocate; 3) Scontri diretti (in caso di due giocatori pari merito); 4) Percentuale di set vinti o di games vinti (in caso di tre giocatori pari merito); 5) Decisione della commissione.